# NeXTcube
NeXTcube — рабочая станция высокого класса, разработанная и собранная компанией NeXT. Выпускалась с 1990 по 1993 годы, затем, с выходом NeXTcube Turbo, поддержка прекратилась. Как и предшественник NeXT Computer, NeXTcube работает на операционной системе NeXTSTEP.

## Характеристики
- Представлен в 1990 вместе с монитором
- Дисплей: 1120×832 17"
- Операционная система: NeXTstep 2.2, расширенная и выше
- CPU: 25 MHz 68040
- Цифровой сигнальный процессор: 25 MHz Motorola DSP56001
- RAM: 16 MB, можно расширить до 64 MB
- Жесткий диск: 400 MB, 1,4 GB или 2,8 GB SCSI drive
- Размер (H × W × D): 12" × 12" × 12"[1]

## Использование
На NeXTcube работал первый веб-сервер, созданный Тимом Бернесом-Ли.
NeXTcube является экспонатом Музея современного искусства Сан-Франциско